# Родригес Валенте, Алваро Жозе
А́лваро Жозе́ Родригес Валенте (порт.-браз. Âlvaro José Rodrigues Valente; 24 сентября 1931, Сантус — 21 сентября 1991, Гуаружа) — бразильский футболист, нападающий. Брат другого известного футболиста, Рамиро.

## Карьера
Алваро начал свою карьеру в клубе «Жабакуара», чуть позже к нему присоединился его младший брат, Рамиро. В феврале 1953 года он перешёл в клуб «Сантос». Уже 3 марта футболист забил 3 гола в товарищеской игре в ворота «Фламенго», став одним из основных игроков команды. В 1955 году Рамиро присоединился к брату и в этот год клуб впервые за 20 лет смог отпраздновать победу в чемпионате штата Сан-Паулу. Сам Алваро забил 12 голов, став третьим снайпером команды, позади Эмануэле Дел Веккио и Валтера Васконселоса. В следующем сезоне клуб повторил этот успех, но Алваро играл меньше, в частности не участвовал в решающей игре с «Сан-Паулу». В 1958 году Алваро выиграл свой третий титул лучше команды штата, а через год отпраздновал победу в турнире Рио-Сан-Паулу. Тогда же «Сантос» отправился в турне по Европе, апофеозом которого стала победа над «Барселоной» 5:1. Братья Валенте вызвали интерес у испанского клуба «Атлетико Мадрид». Алваро дебютировал в команде 20 сентября 1959 года в матче с «Севильей», где забил 2 гола. Бразилец провёл 11 матчей, после чего травмировался и не играл до конца сезона, в конце которого провёл 1 игру в розыгрыше Кубка Испании. В 1961 году он вернулся в «Сантос», за который сыграл в розыгрыше турнира Рио-Сан-Паулу.
В составе сборной Бразилии Алваро дебютировал 20 сентября 1955 года в матче Кубка О’Хиггинса с Чили, в котором он вышел на замену вместо партнёра по «Сантосу», Ванкоселоса, и забил решающий мяч, принёсший Бразилии победу и Кубок. В следующем году он поехал на чемпионат Южной Америки, где сыграл в 4 матчах из пяти и забил один гол в ворота Перу. Весной того же года он поехал в турне сборной по Европе, которое закончилось матчем с родоначальниками футбола, англичанами, в котором Бразилия проиграла 2:4. Эта встреча стала последней для Алваро в футболке национальной команды. Всего за сборную он провёл 11 матчей и забил 3 гола (9 матчей — 2 гола в официальных встречах).
Завершив игровую карьеру, Алваро остановился в городе Гуаружа, где работал смотрителем одного из зданий. Там он и скончался из-за диабета. Его именем была названа одна из улиц Гуаружи.

## Международная статистика
| Матчи Алваро за сборную Бразилии | Матчи Алваро за сборную Бразилии | Матчи Алваро за сборную Бразилии | Матчи Алваро за сборную Бразилии | Матчи Алваро за сборную Бразилии | Матчи Алваро за сборную Бразилии | Матчи Алваро за сборную Бразилии |
| -------------------------------- | -------------------------------- | -------------------------------- | -------------------------------- | -------------------------------- | -------------------------------- | -------------------------------- |
| №                                | Дата                             | Место проведения                 | Оппонент                         | Счёт                             | Голы                             | Турнир                           |
| 1                                | 20 сентября 1955                 | Сан-Паулу                        | Чили                             | 2:1                              | 1                                | Кубок О’Хиггинса                 |
| 2                                | 24 января 1956                   | Монтевидео                       | Чили                             | 1:4                              | —                                | Чемпионат Южной Америки          |
| 3                                | 29 января 1956                   | Монтевидео                       | Парагвай                         | 0:0                              | —                                | Чемпионат Южной Америки          |
| 4                                | 1 февраля 1956                   | Монтевидео                       | Перу                             | 2:1                              | 1                                | Чемпионат Южной Америки          |
| 5                                | 5 февраля 1956                   | Монтевидео                       | Аргентина                        | 1:0                              | —                                | Чемпионат Южной Америки          |
| 6                                | 25 марта 1956                    | Белу-Оризонти                    | Атлетико Минейро                 | 1:0                              | 1                                | Товарищеский матч                |
| 7                                | 1 апреля 1956                    | Ресифи                           | Сборная штата Пернамбуку         | 2:0                              | —                                | Товарищеский матч                |
| 8                                | 15 апреля 1956                   | Вена                             | Австрия                          | 3:2                              | —                                | Товарищеский матч                |
| 9                                | 21 апреля 1956                   | Прага                            | Чехословакия                     | 0:0                              | —                                | Товарищеский матч                |
| 10                               | 1 мая 1956                       | Стамбул                          | Турция                           | 1:0                              | —                                | Товарищеский матч                |
| 11                               | 9 мая 1956                       | Лондон                           | Англия                           | 2:4                              | —                                | Товарищеский матч                |

## Достижения
- Чемпион штата Сан-Паулу: 1955, 1956, 1958, 1960
- Обладатель Кубка О’Хиггинса: 1955
- Победитель турнира Рио-Сан-Паулу: 1959
- Обладатель Кубка Испании: 1959/1960